# Adajinoperus tetanomorphus
Adajinoperus tetanomorphus är en kräftdjursart som beskrevs av Serov och Wilson 1999. Adajinoperus tetanomorphus ingår i släktet Adajinoperus och familjen Pseudojaniridae. Inga underarter finns listade i Catalogue of Life.